# Comtat de Harrison (Ohio)
El Comtat de Harrison és un dels 88 comtats de l'estat d'Ohio, als Estats Units.
El comtat fou fundat el 1813 amb parts dels comtats de Jefferson i Tuscarawas. La seva població és de 18.856 habitants, i la densitat de població és de 15 hab/km² (segons el Cens del 2000). La seu del comtat és Cadiz, que és a més la ciutat més gran.